# Tor Ahlström
Tor Astley Junius Ahlström, född den 16 juni 1867 i Stockholm, död den 18 december 1939 i Djursholm, var en svensk jurist.
Ahlström avlade juris utriusque kandidatexamen 1891. Han blev assessor i Göta hovrätt 1906 och revisionssekreterare 1908. Ahlström var häradshövding i Östra Värends domsaga 1909–1937. Han blev riddare av Nordstjärneorden 1909 och kommendör av andra klassen av samma orden 1927. Ahlström vilar på Norra begravningsplatsen utanför Stockholm.